# Vsevolod Lichev
Vsevolod Vsevolodovitch Lichev (Всеволод Всеволодович Ли́шев), né le 25 septembre/7 octobre 1877 à Saint-Pétersbourg et mort le 15 août 1960 à Léningrad, est un sculpteur monumentaliste russe et soviétique, académicien de l'Académie des Beaux-Arts de l'URSS et lauréat du prix Staline de IIe classe en 1942.

## Biographie
Il naît en 1877 dans la famille d'un officier du génie militaire. Il poursuit ses études au corps de cadets, puis à l'école militaire Paul. Il sert comme officier d'artillerie à Kronstadt. Il prend sa retraite en 1908. Il décide de devenir sculpteur à l'âge de trente ans et étudie donc à l'école supérieure des arts de l'académie impériale des Beaux-Arts (1906-1913) auprès de Hugo Salemann et Vladimir Beklemichev.
Dans son œuvre (portraits soigneusement modelés, monuments, compositions de genre), il a développé les traditions de l'école académique russe de la fin du XIXe et du début du XXe siècle.
Avant la Révolution de 1917, il réalise plusieurs monuments à Saint-Pétersbourg. Après l'arrivée au pouvoir des bolchéviques et des soviétiques, il prend une part active à la réalisation du plan de propagande monumentale lancé par Lénine.
Pendant le Siège de Léningrad, il réalise une cinquntaine de sculptures: esquisses en plâtre de personnages, groupes sculptés, compositions, portraits, etc. Il enseigne au VkhOuTEIN (aujourd'hui institut Répine) de Léningrad entre 1916 et 1929 et entre 1947 et 1960; il est nommé professeur en 1948, et à l'école technique d'art industriel de Léningrad, aujourd'hui école Roerich.
Il meurt en 1960 à Léningrad et est enterré au cimetière Chouvalovskoïe.
L'on peut distinguer parmi ses élèves Pavel Bondarenko, Vladimir Ingal, Maria Kojina, Igor Krestovski et Nikolaï Tomski.

## Distinctions
- Artiste du peuple de la RSFSR
- Artiste du peuple de l'URSS (1957)
- Prix Staline de IIe classe (1942), pour sa statue de Tchernychevski à Léningrad (1940)
- Ordre de Lénine (1947)
- Médaille Pour le travail vaillant dans la Grande Guerre patriotique 1941–1945
- Médaille commémorative du 250e anniversaire de la fondation de Léningrad

## Quelques œuvres[4]
Avant 1917:
- Monument de Pierre Ier, fondateur de l'arsenal à Saint-Pétersbourgе (21 avril 1914), démonté en 1918.
- Monument du général Nikolaï Sleptsov à Saint-Pétersbourg
- Monument du général Roman Kondratienko à Saint-Pétersbourg
- Monument du géographe Piotr Semionov-Tian-Chanski à Saint-Pétersbourg
- Monument de Modeste Moussorgski à Saint-Pétersbourg
- Monument funéraire de la femme de lettres Maria Krestovskaïa dans le village de Vammelsuu dans l'isthme de Carélie

Après 1917:

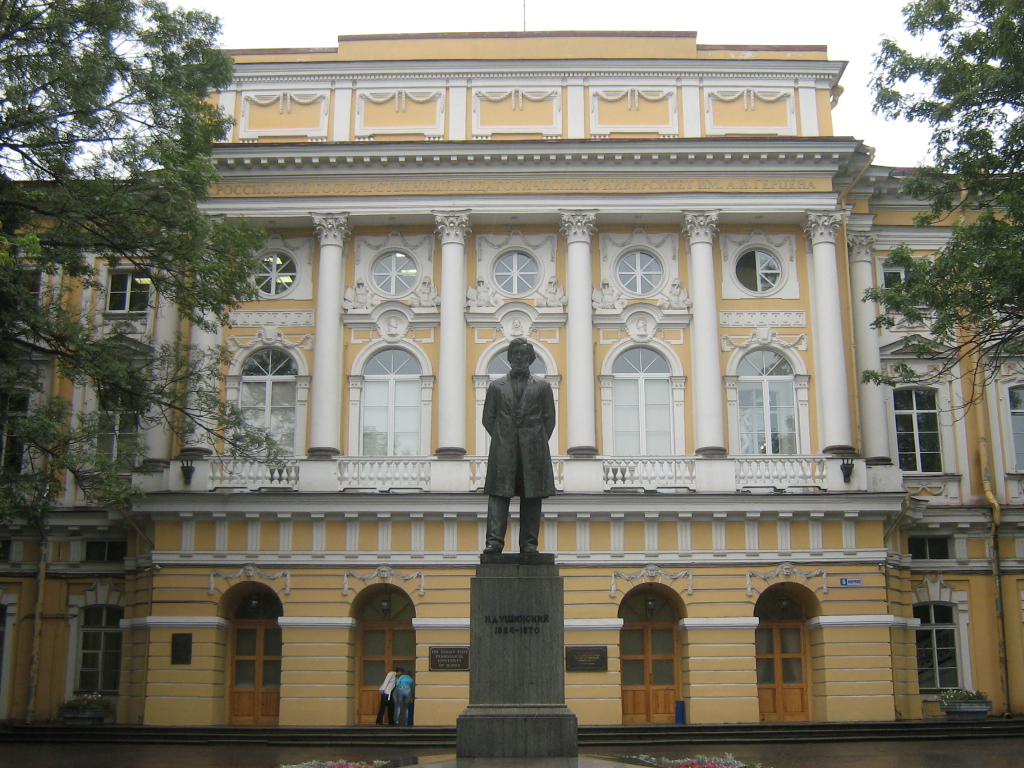
Monument d'Ouchinski à Saint-Pétersbourg.

- Statue de Nikolaï Tchernychevski à Léningrad (bronze, inaugurée en 1947; modèle de la statue,bronze galerie Tretiakov)
- Statue d'Alexandre Griboïedov, place des Pionniers, à Léningrad (1959)
- Statue de Nikolaï Nekrassov à Pétrograd (1922, installée en 1946 dans un square de la perspective Liteïny)
- Statue du chirurgien Sergueï Spassokoutski à Moscou (1944)
- Statue d'Ivan Pavlov à Koltouchi (1952)
- Statue de Dmitri Mendeleïev (1952) à Léningrad
- Statue de Constantin Ouchinski, quai de la Moïka (1961) à Léningrad
- Série de portraits sculptés Les Défenseurs de Léningrad
- Portrait d'A.P. Khanjonkov (bronze, 1926)
- Portrait de Dmitri Mendeleïev (marbre, 1952)
- Portrait La Mère (bronze, 1945-1946), tous les trois au musée Russe
- Personnages décoratifs Les Constructeurs du socialisme pour le nouveau corps de bâtiment de la Bibliothèque Lénine (aujourd'hui Bibliothèque d'État de Russie) de Moscou
- Personnages décoratifs Les Constructeurs du socialisme pour le siège du soviet suprême de la RSS d'Ukraine à Kiev.

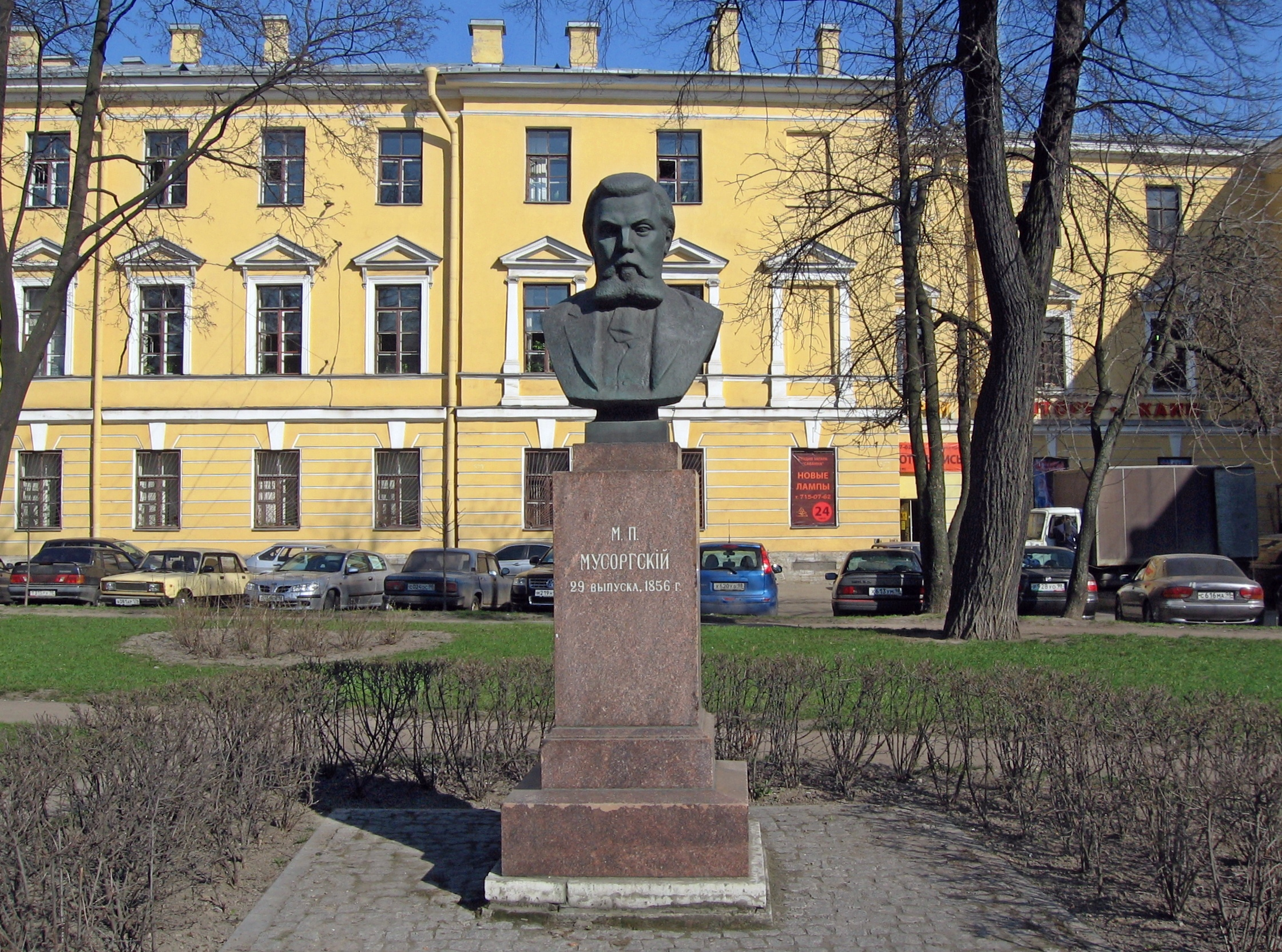
Buste de Moussorgski (1916), à Saint-Pétersbourg
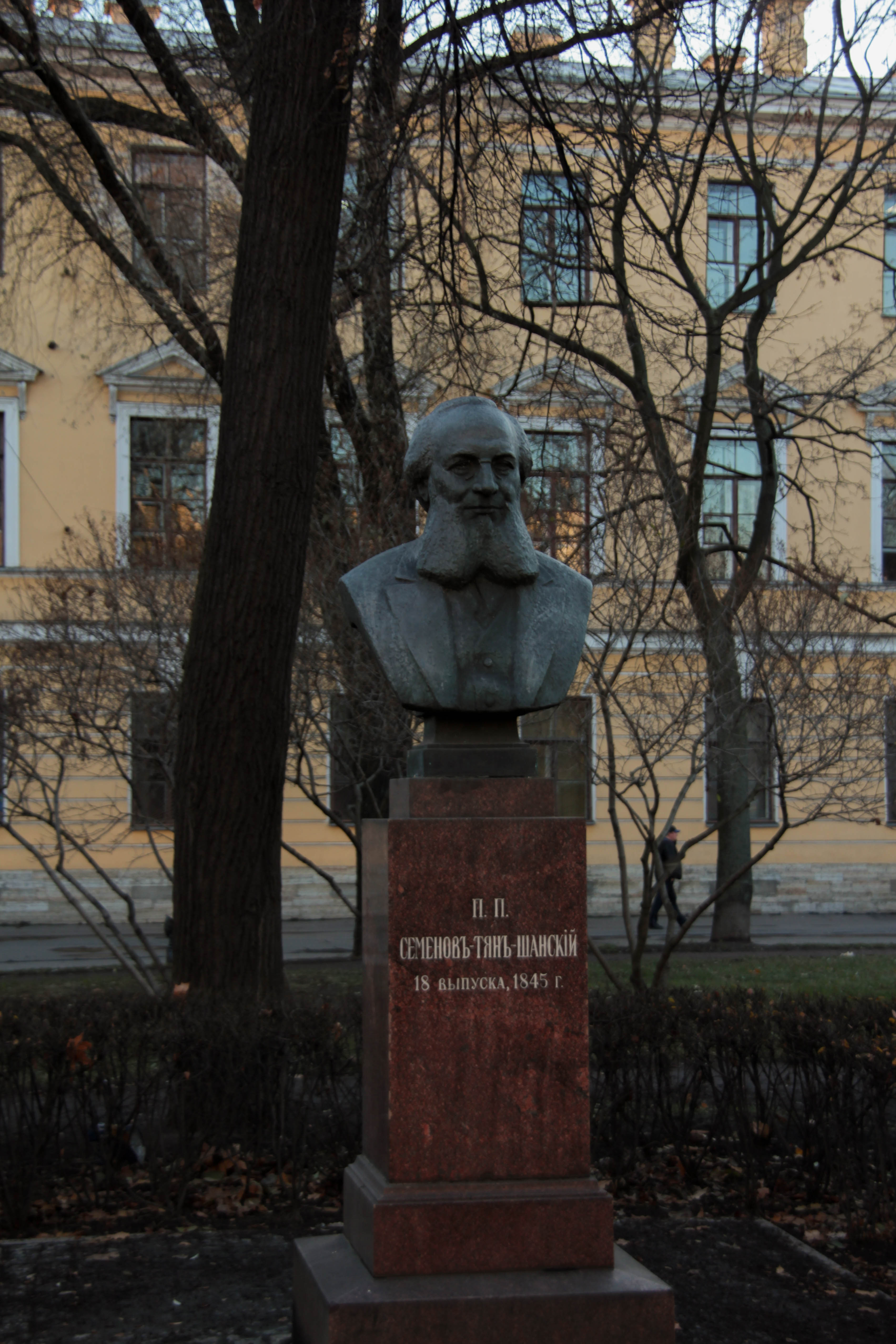
Buste de Semionov-Tian-Chanski (1916), perspective Lermontov 54, à Saint-Pétersbourg
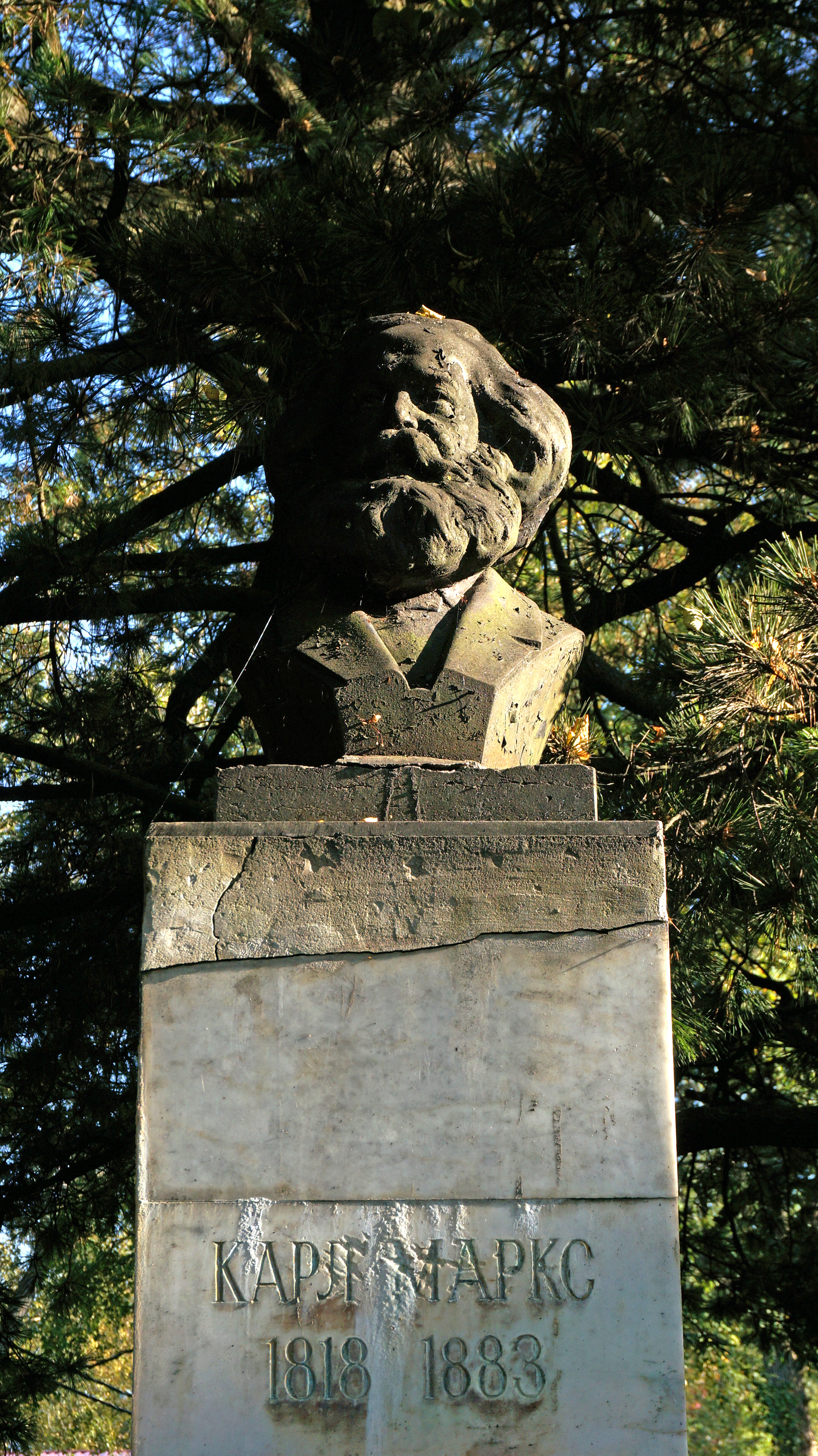
Buste de Karl Marx (1918, 1932), avenue Karl-Marx 21, Novaïa Ladoga
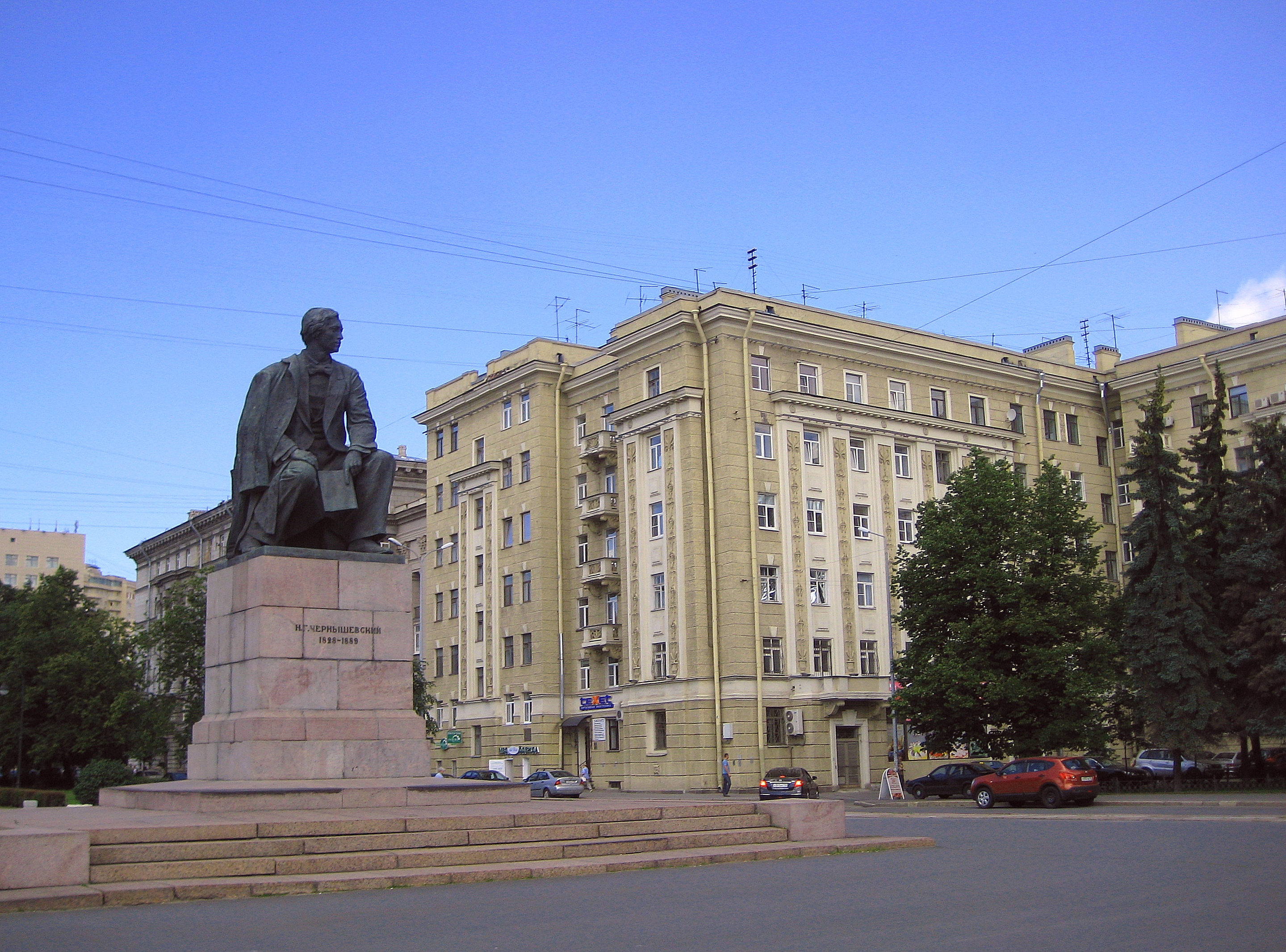
Monument de Tchernichevski (1947, avec l'architecte Vsevolod Ivanovitch Iakovlev, place Tchernychevski à Saint-Pétersbourg
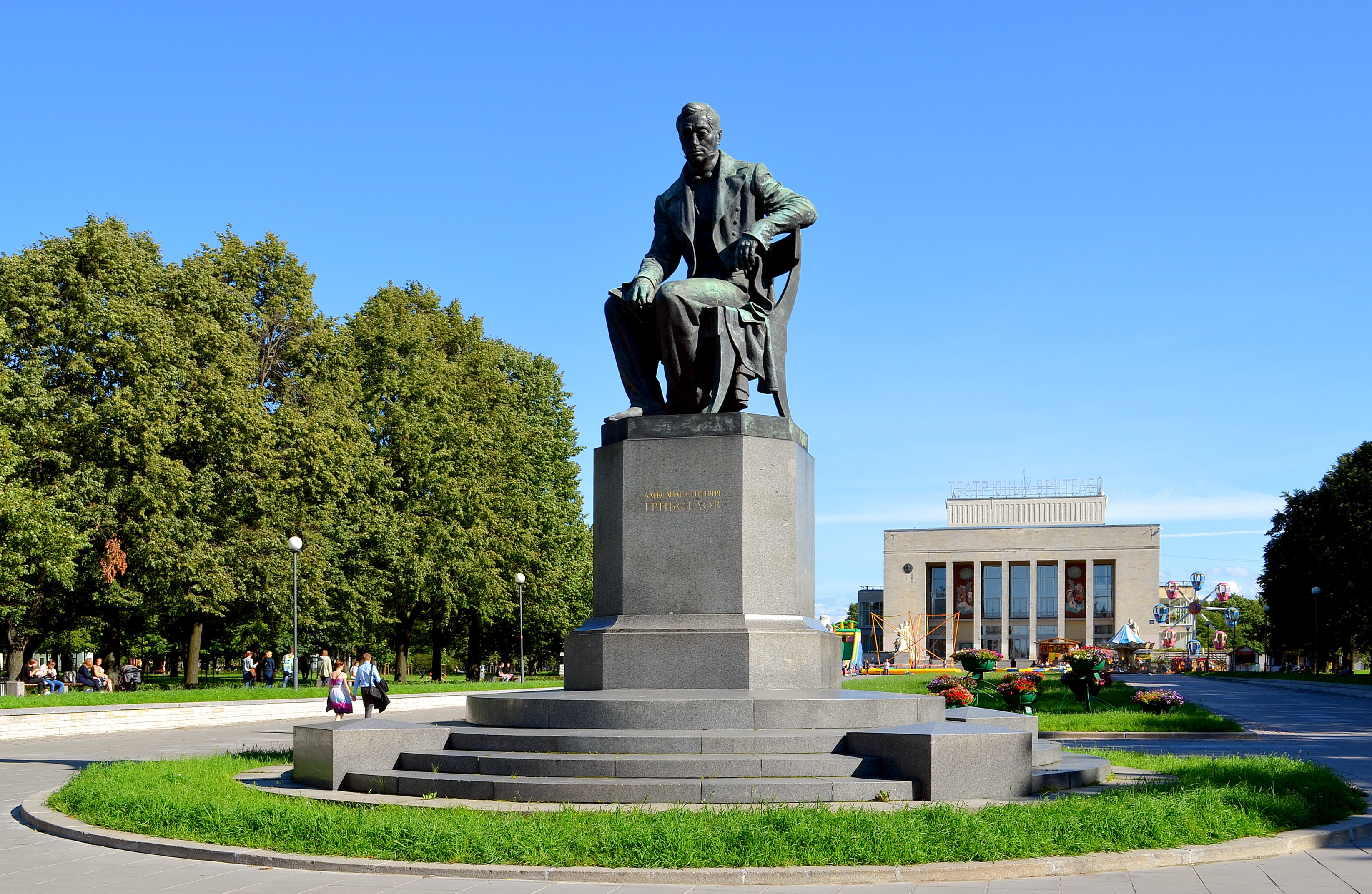
Monument de Griboïedov (1949-1959 avec Vsevolod Ivanov) à Saint-Pétersbourg
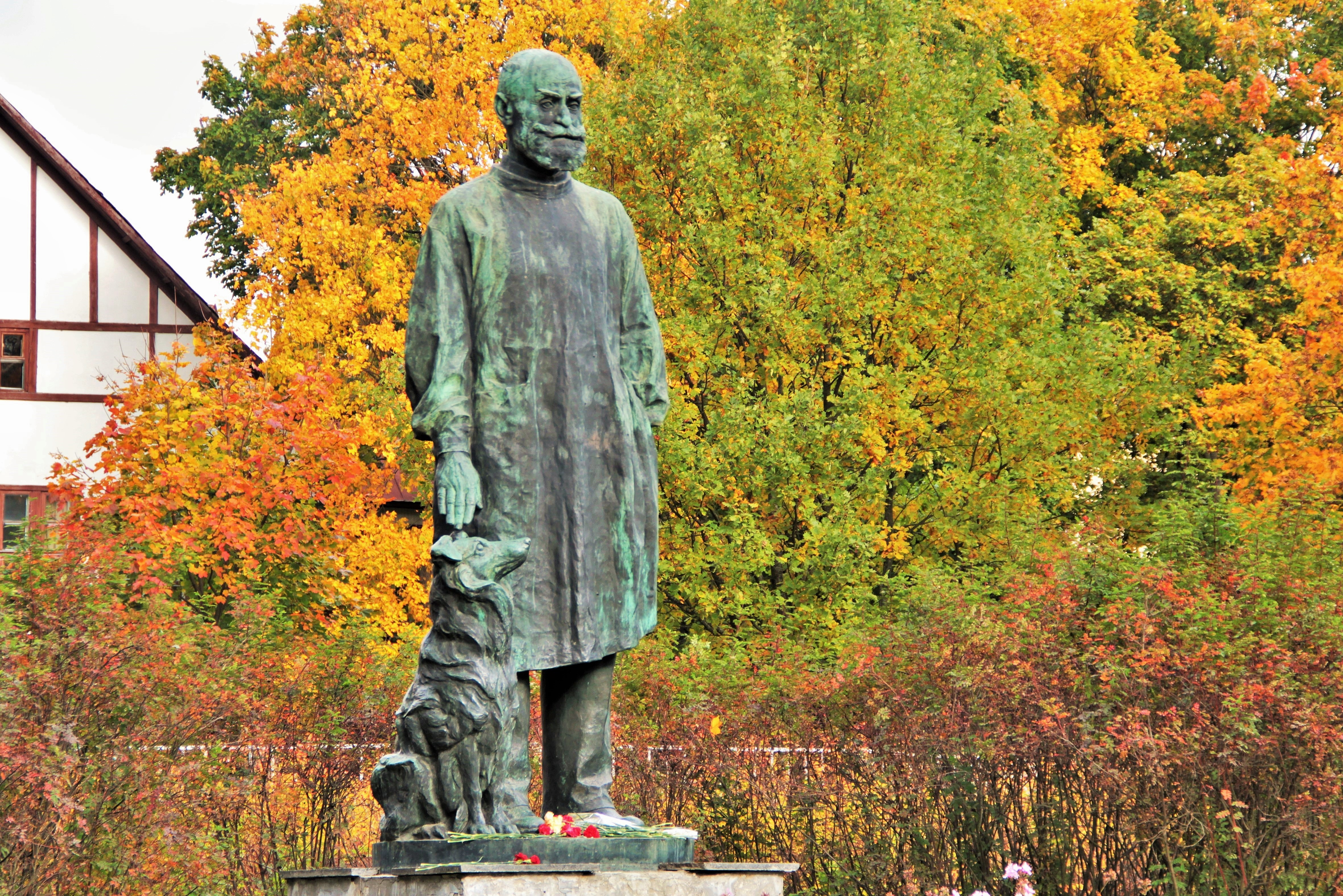
Monument de Pavlov (1952 avec Ivanov), à Koltouchi près de Vsevolojsk

## Notes et références

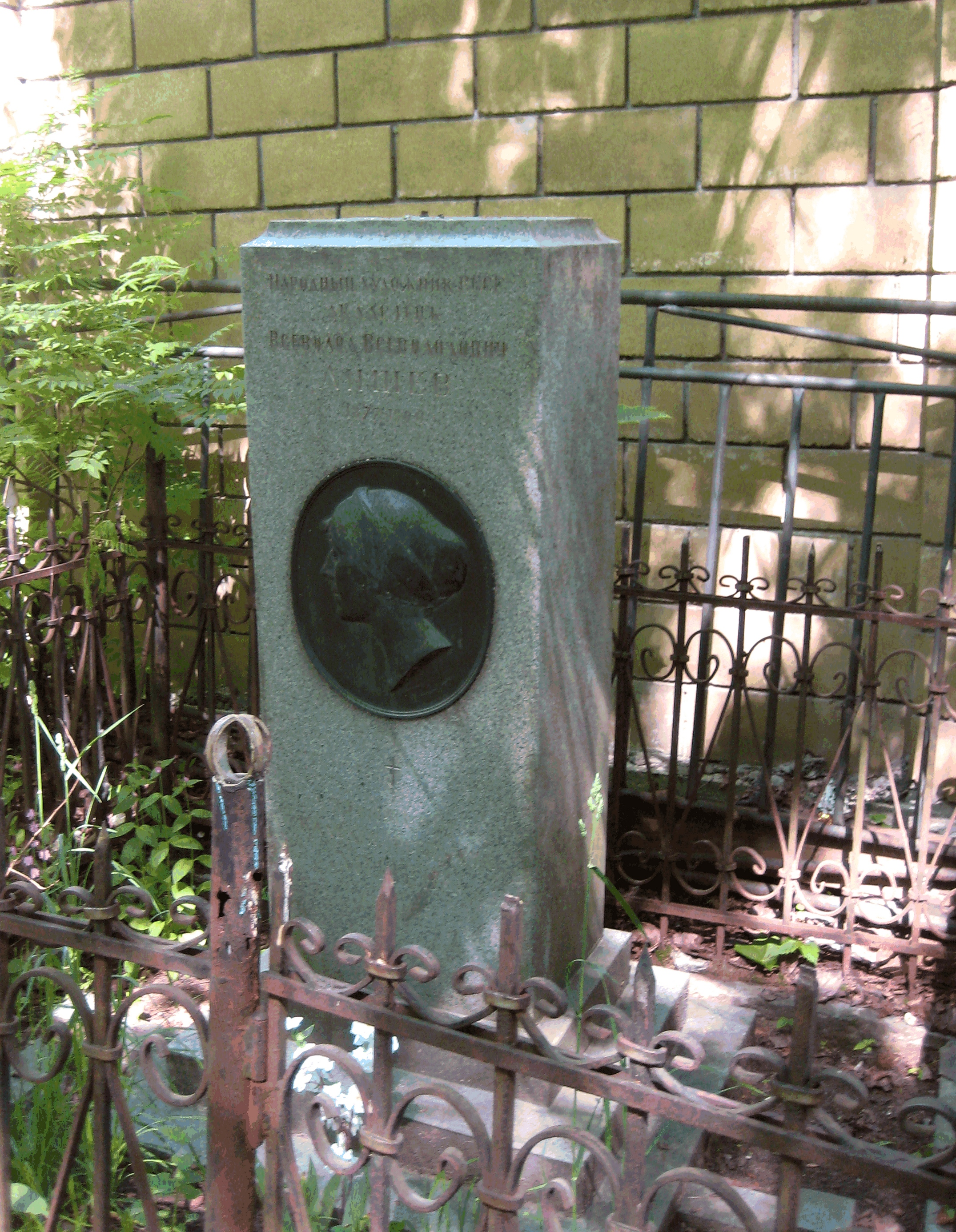
Tombe du sculpteur et de son épouse.